# MG 81
La MG 81 era una metralladora alemanya alimentada per cinta, que utilitzava munició de 7,92x57 mm Mauser. Aquesta metralladora va substituir la MG 15 (que era alimentada per tambors de 75 cartutxos) en les posicions defensives flexibles d'alguns avions de la Luftwaffe durant la Segona Guerra Mundial.
La MG 81 va ser desenvolupada entre 1938 i 1939 per Mauser com a producte derivat de la MG 34, que ja havia estat tot un èxit. Els objectius del disseny d'aquest nou model es van centrar a reduir-ne el cost i el temps de producció, i optimitzar el seu ús per a l'aviació. La fabricació i ús d'aquesta arma es va estendre entre 1940 i 1945.
L'any 1942 es va introduir la variant MG 81 Z i estava composta per dues MG 81 unides en una mateixa muntura, per a poder dotar d'una major potència de foc la defensa de l'avió. Com que disposava de dos canons, va ser batejada amb el sufix Z en referència a la paraula Zwilling, que vol dir "bessó". Aquesta metralladora va permetre augmentar la cadència de foc a uns 3.200 trets per minut, amb l'avantatge que no ocupava gaire més espai que una metralladora normal.
Cap a la fi de la guerra, algunes d'aquestes metralladores (tant la MG 81, com la seva variant MG 81 Z) van ser dotades de culates i bípedes frontals per tal que es poguessin emprar en unitats terrestres.

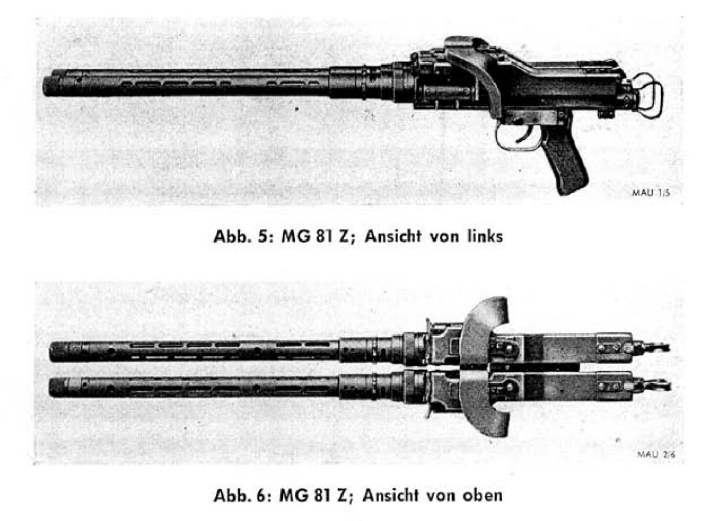
Una metralladora MG 81 Z alemanya, en el seu rol per a aviació. Es tracta d'una imatge d'un manual de la Luftwaffe de 1944.

## Usos
La MG 81 Z es trobava en moltes posicions singulars en avions de combat de la Luftwaffe. Un exemple seria un parell de MG 81 Z (un total de quatre canons) instal·lades en la cua buida del Dornier Do 217 (la part posterior de l'avió). Anomenada R19 (R per Rüstsatz), es considerà un equipament de millora de fàbrica en el camp de batalla, que permetia al pilot del Do 217 disparar a avions perseguidors que estiguessin situats al seu darrere.
Un altre ús era el Gießkanne (mot que es tradueix per "regadora"), uns contenidors d'armament amb tres parells d'armes, que feien un total de sis canons per contenidor, juntament amb la seva munició. La seva cadència de foc era d'unes 9.000 bales per minut i solien annexar-se als Junkers Ju 87 i Junkers Ju 88, en una muntura en la part inferior de l'ala per obrir foc contra objectius terrestres.

## Especificacions

### MG 81
- Pes: 6,5 kg
- Llargada: 915 mm (965 mm amb silenciador)
- Velocitat dels projectils: 705 m/s (munició sS Patrone), 760 m/s, 785 m/s o 790 m/s, depenent del tipus de munició
- Cadència de foc: 1.400–1.600 trets per minut (munició sS Patrone)

### MG 81Z
- Pes: 12,9 kg
- Llargada: 915 mm (965 mm amb silenciador)
- Velocitat dels projectils: 705 m/s (munició sS Patrone), 760 m/s, 785 m/s o 790 m/s, depenent del tipus de munició
- Cadència de foc: 2.800–3.200 trets per minut (munició sS Patrone)